# Байдейнен
Байдейнен (нід. Baaiduinen) — село в нідерландській провінції Фрисландія. Входить до муніципалітету Терсхеллінг. Є наймолодшим населеним пунктом на однойменному острові, адже стало вважатися окремим поселенням лише у 19 сторіччі.
Населення села станом на 2017 рік складало 106 осіб. Традиційно основою його економіки було тваринництво, але згодом мешканці переорієнтувалися на прийом туристів.